# Klášter Longchamp
Klášter Longchamp bylo královské opatství, které založila v roce 1256 Alžběta Francouzská, sestra Ludvíka IX. v Auteuil u Paříže. Opatství bylo zrušeno a zbořeno za Velké francouzské revoluce a dnes se na jeho místě nachází hipodrom Longchamp.

## Historie
Alžběta Francouzská, dcera francouzského krále Ludvíka VIII. a Blanky Kastilské zahájila stavbu opatství 10. června 1256 položením základního kamene na pozemcích darovaných jejím bratrem, králem Ludvíkem IX. Jednalo se o podlouhlé pole (latinsky longus campus – dlouhé pole) mezi Seinou a královským lesem Rouvray (dnešní Boulogneský lesík) poblíž Paříže. Ten navíc vyplatil na stavbu kláštera částku třicet tisíc liber, částku, kterou měl přichystánu jako věno pro svou sestru.
Klášter Longchamp byl dokončen v roce 1259 a 23. června 1260 přijal první klarisky, které přišly z kláštera v Remeši. V klášteře několikrát kázal generální ministr františkánů svatý Bonaventura. Klášter byl zasvěcen Panně Marii. Od roku 1260 Alžběta Francouzská žila v malém domě postaveném pro ni v prostoru kláštera, aby sdílela život jeptišek, ale sama nikdy do řádu nevstoupila. V roce 1263 získala od papeže Urbana IV. upravené regule, které přijalo několik klášterů ve Francii a Itálii.
Alžběta zemřela 23. února 1270 a byla pohřbena v klášterním kostele. V roce 1521 byla papežem Lvem X. blahořečena. Dne 3. ledna 1322 zde zemřel král Filip V.
Královský klášter byl zrušen za Velké francouzské revoluce a následně zbořen. Na jeho místě bylo v roce 1857 otevřeno dostihové závodiště Longchamp.